# Batalla de Falconara
La batalla de Falconara fue una de las batallas de la guerra de las vísperas sicilianas.

## Antecedentes
La muerte de Alfonso III de Aragón en 1291 dio origen, cuatro años más tarde, a un nuevo gran conflicto entre la corona de Aragón y el reino de Sicilia, pues Jaime II el Justo fue proclamado Rey de la Corona de Aragón y delegó el reino de Sicilia en su hermano menor, Federico II de Sicilia.
La paz de Anagni se firmó en 1295, y en ella Jaime el Justo cedía el Reino de Sicilia a los Estados Pontificios, y recibía del papa en compensación 12 000 libras tornesas y probablemente la promesa de infeudación de Córcega y Cerdeña. La boda de Jaime el Justo con Blanca de Nápoles, hija de Carlos II de Anjou, y el regreso de los tres hijos que Carlos II de Anjou había tenido que dejar como rehenes en Cataluña a cambio de su libertad en 1288 alteraron radicalmente la situación, pues los sicilianos se consideraron desligados de la fidelidad debida a Jaime II de Mallorca. En el mismo documento, Carlos de Valois renunciaba a la Corona de Aragón, y Jaime II devolvía Baleares a Jaime II de Mallorca, al que habían sido confiscadas por Alfonso el Franco.
Federico II de Sicilia contó con el apoyo de muchos dignatarios catalanes de Sicilia, y fue investido por el parlamento siciliano el 11 de diciembre de 1295 y coronado rey de Sicilia el 25 de mayo de 1296, nombrando el cargo de virrey y de capitán general de Sicilia a Guillem Galceran de Cartellà y capitán general de Calabria a Blasco de Alagón el Viejo, e iniciando una ofensiva en Calabria.
Roger de Lauria, despojado de sus castillos sicilianos, pasó a Calabria donde intentó un levantamiento contra Federico II, pero fue derrotado en la batalla de Catanzaro y volvió a Cataluña a construir una nueva escuadra en nombre de Jaime el Justo.
Jaime el Justo fue a Roma en 1297 donde Bonifacio VIII le requirió para atacar a Federico II, que se negaba a entregar Sicilia a la Iglesia ya los angevinos. La flota desembarcó y tomó Patti, y sitió Siracusa. Juan de Lauria murió y Jaime el justo levantó el cerco para preparar un nuevo escuadra para atacar Sicilia.
Felipe I de Tarento fue nombrado vicario general del reino de Sicilia el 12 de julio de 1294, y preparó la invasión de la isla en noviembre de 1299, con cincuenta galeras y numerosa tropa y nobles, con los que sitió Trapani. Federico II reunió a los suyos en Castrogiovanni y marchó para levantar el cerco de Trapani, encontrándose los ejércitos en Falconara, entre Marsala y Trapani.

## La batalla
Felipe I de Tarento dividió sus fuerzas a la manera feudal, en tres cuerpos de batalla de lado, con él mismo comandando el derecho, el centro por el mariscal Broglio dei Bonsi, y la izquierda por Tommaso di Sanseverino, conde de Marsico.
Federico II de Sicilia usó una táctica similar, con él en el centro únicamente con infantería, la izquierda con Blasco de Alagón el Viejo, con unos pocos caballeros y almogávares con Ramón III de Moncada y Berenguer VI de Entenza, ya la derecha, la caballería de Siena.
La batalla comenzó cuando la izquierda siciliana avanzó hacia Sanseverino, respondida con un bombardeo de los ballesteros angevinos sobre los almogávares, para luego cargar Felipe I contra la izquierda siciliana, donde encontró una fuerte resistencia, moviéndose hacia el centro donde estaba Federico II, lo que impidió a Broglio dei Bonsi atacar y permitió que Blasco de Alagón atacara con los almogávares sobre Felipe I, produciendo la desbandada de su caballería, con lo que Felipe I cayó prisionero.

## Consecuencias
Con Felipe I de Tarento capturado, Federico II de Sicilia entró en Trapani victorioso.

### Citas
1. 1 2  «Crònica de Ramon Muntaner» (en catalán). Consultado el 24 de febrero de 2014. «Viquitexts».
2. ↑  Canal, Josep (1998). «Guillem Galceran de Cartellà (1230-1306). El comte "desperta ferro"». Remences.com (en catalán). Archivado desde el original el 24 de septiembre de 2015. Consultado el 24 de febrero de 2014.
3. ↑  Quintana, M.J. (1996). «Roger de Lauria. Personajes de Aragón. General victorioso de la Escuadra Aragonesa en el Mediterráneo». Personajes de Aragón. Consultado el 24 de febrero de 2014.